# Pykoweć
Pykoweć (ukr. Пиковець) – wieś na Ukrainie, w obwodzie winnickim, w rejonie chmielnickim, w hromadzie Koziatym. W 2001 liczyła 492 mieszkańców.